# Zakir Hasanov
Zakir Hasanov (en azerí: Zakir Əsgər oğlu Həsənov) es un político y militar azerbaiyano, Ministro de Defensa de la República de Azerbaiyán desde el 22 de octubre de 2013 y excomandante de tropas interiores de Azerbaiyán (desde 2003 hasta 2013).

## Biografía
Zakir Hasanov nació el 6 de junio de 1959 en Astara. En 1976 se graduó del liceo militar de Djamshid Najichevanski y en 1980  de la Escuela superior de comando de armas generales de Bakú. Hasta 1985 sirvió en el grupo de las Tropas Soviéticas  en Alemania Oriental. 
En 2003 Zakir Hasanov fue nombrado como Jefe de la Gestión del Servicio Estatal de Fronteras de Azerbaiyán. Después, por el Orden del Presidente de la República de Azerbaiyán, fue el viceministro interior. 
El 22 de octubre de 2013 fue nombrado Ministro de Defensa de la República de Azerbaiyán. 

### Familia
Casado, con tres hijos.

## Órdenes, medallas y premios
- Orden Shohrat[1]
- Orden "por Patria"[2]
- Orden de la Bandera de Azerbaiyán
- Medalla al Mérito Militar
- Medalla al mérito en la frontera
- Orden Victoria (2020)[3]